# Campeonato Mundial de Gimnasia Rítmica de 2009
El XXIX Campeonato Mundial de Gimnasia Rítmica se celebró en la localidad de Ise de la prefectura de Mie (Japón) entre el 7 y el 13 de septiembre de 2009 bajo la organización de la Federación Internacional de Gimnasia (FIG) y la Federación Japonesa de Gimnasia.
Las competiciones se realizaron en la Sun Arena de la localidad japonesa.

## Países participantes
Participaron en total 278 gimnastas de 51 federaciones nacionales afiliadas a la FIG.
| África (UAG)                             | América (PAGU)                                                        | Asia (AGU) | Europa (UEG) | Oceanía       |
| ---------------------------------------- | --------------------------------------------------------------------- | --- | --- | ------------- |
| Egipto (2) · Namibia (1) · Sudáfrica (4) | Brasil (8) · Canadá (8) · Chile (1) · Estados Unidos (7) · México (4) | China (4) · Corea del Sur (8) · India (4) · Japón (10) · Kazajistán (9) · Malasia (3) · China Taipéi (4) · Uzbekistán (7) | Alemania (5) · Armenia (2) · Austria (8) · Azerbaiyán (9) · Bélgica (1) · Bielorrusia (10) · Bulgaria (9) · Chipre (3) · Croacia (2) · Eslovaquia (1) · Eslovenia (4) · España (8) · Estonia (3) · Finlandia (8) · Francia (7) · Georgia (4) · Grecia (10) · Hungría (8) · Israel (9) · Italia (10) · Letonia (3) · Lituania (2) · Noruega (4) · Polonia (9) · Portugal (4) · Reino Unido (3) · República Checa (9) · Rumania (2) · Rusia (10) · Serbia (2) · Suecia (3) · Suiza (6) · Turquía (3) · Ucrania (9) | Australia (4) |

## Resultados
| Evento                                    | Oro                                     | Plata                                  | Bronce                                    |
| ----------------------------------------- | --------------------------------------- | -------------------------------------- | ----------------------------------------- |
| Concurso completo ind. (11.09)            | Evgenia Kanayeva · Rusia · 113,850 pts. | Daria Kondakova · Rusia · 113,250 pts. | Anna Bessonova · Ucrania · 110,375 pts.   |
| Cuerda (08.09)                            | Evgenia Kanayeva · Rusia · 28,350       | Daria Kondakova · Rusia · 27,825       | Anna Bessonova · Ucrania · 27,575         |
| Pelota (10.09)                            | Evgenia Kanayeva · Rusia · 28,575       | Aliya Garayeva Azerbaiyán 27,325       | Anna Bessonova · Ucrania · 27,250         |
| Cinta (10.09)                             | Evgenia Kanayeva · Rusia · 28,00        | Anna Bessonova · Ucrania · 27,900      | Silviya Miteva Bulgaria 26,850            |
| Aro (08.09)                               | Evgenia Kanayeva · Rusia · 28,325       | Daria Kondakova · Rusia · 28,225       | Melitina Staniouta · Bielorrusia · 27,150 |
| Grupo 5 con aro (13.09)                   | Rusia · 27,700                          | Italia · 27,275                        | Bielorrusia · 27,225                      |
| Grupos 3 con cinta + 2 con cuerda (13.09) | Italia · 26,650                         | Bielorrusia · 26,600                   | Rusia · 26,300                            |
| Grupos concurso completo (12.09)          | Italia · 54,400                         | Bielorrusia · 54,200                   | Rusia · 51,350                            |
| Concurso completo por equipos (10.09)     | Rusia ·                                 | Bielorrusia ·                          | Azerbaiyán                                |

## Medallero
| Núm. | País        | Oro | Plata | Bronce | Total |
| ---- | ----------- | --- | ----- | ------ | ----- |
| 1    | Rusia       | 7   | 3     | 2      | 12    |
| 2    | Italia      | 2   | 1     | 0      | 3     |
| 3    | Bielorrusia | 0   | 3     | 2      | 5     |
| 4    | Ucrania     | 0   | 1     | 3      | 4     |
| 5    | Azerbaiyán  | 0   | 1     | 1      | 2     |
| 6    | Bulgaria    | 0   | 0     | 1      | 1     |
|      | TOTAL       | 9   | 9     | 9      | 27    |

- Datos: Q529980
- Multimedia: 2009 Rhythmic Gymnastics World Championships / Q529980